# الخربه (بلاد الروس)

تعديل مصدري - تعديل

الخربه هي إحدى قرى مديرية بلاد الروس التابعة لمحافظة صنعاء اليمنية، بلغ تعداد سكانها 1684 نسمة حسب أحصائيات عام 2004.